# Lermontov (cràter)
Lermontov és un cràter d'impacte en el planeta Mercuri de 166 km de diàmetre. Porta el nom de l'escriptor rus Mikhail Lermontov (1814-1841), i el seu nom va ser aprovat per la Unió Astronòmica Internacional el 1976.
Està situat al sud-oest del cràter Proust i al nord-est del cràter Giotto. Té una vora circular i el sòl del cràter és pla. Probablement el Lermontov és un cràter antic, però segueix sent una característica brillant a causa de l'escàs material opac al seu sòl. El sòl del cràter és una mica més brillant que la superfície exterior i és suau amb diverses depressions de forma irregular. Tals característiques, similars als trobats al sòl del cràter Praxíteles, poden ser evidència d'una activitat volcànica explosiva del passat al terra del cràter. Lermontov apareix vermellós en vistes en color millorat, el que suggereix que té una composició diferent de la superfície circumdant.